# Mound (Luisiana)
Mound es una villa ubicada en la parroquia de Madison en el estado estadounidense de Luisiana. En el Censo de 2010 tenía una población de 19 habitantes y una densidad poblacional de 14 personas por km².

## Geografía
Mound se encuentra ubicada en las coordenadas 32°19′54″N 91°1′28″O / 32.33167, -91.02444. Según la Oficina del Censo de los Estados Unidos, Mound tiene una superficie total de 1.36 km², de la cual 1.35 km² corresponden a tierra firme y (0.38%) 0.01 km² es agua.

## Demografía
Según el censo de 2010, había 19 personas residiendo en Mound. La densidad de población era de 14 hab./km². De los 19 habitantes, Mound estaba compuesto por el 78.95% blancos, el 21.05% eran afroamericanos, el 0% eran amerindios, el 0% eran asiáticos, el 0% eran isleños del Pacífico, el 0% eran de otras razas y el 0% pertenecían a dos o más razas. Del total de la población el 0% eran hispanos o latinos de cualquier raza.